# Расколотое небо (Коты-Воители)
«Расколотое небо» — детский фантастический роман, третья книга серии «Видение теней», написанная Черит Болдри под псевдонимом Эрин Хантер и опубликованная 11 апреля 2017 года издательством HarperCollins.

## Сюжет
Грозовое, Речное племя и племя Ветра объединяются, чтобы освободить племя Теней от власти Темнохвоста, и дают бродягам бой, но в разгар сражения Темнохвост что-то говорит Однозвёзду, и тот в ужасе даёт своим котам команду к отступлению. Без племени Ветра остальные два племени терпят поражение и отступают, Речное племя особенно пострадало в битве, но на ближайшем Совете Однозвёзд отказывается объяснять свой поступок, и союз племён рушится.
Ольхогрив и Ежевичная Звезда рассказывают всем о существовании Небесного племени. Ольхогрив видит в снах Небесное племя, оно совсем недалеко, в амбаре, где он сам когда-то ночевал во время своего путешествия. Один из Небесных котов поразительно похож на Ветвелапку и Фиалку, и Ольхогрив думает, что это их родственник. Но Грозовое племя отказывается идти на поиски Небесного племени, поскольку занято своими заботами. Ветвелапка, узнавшая, что у неё могут быть ещё родственники, решает сама найти их, и сбегает.
В Семье, группе Темнохвоста, тем временем Дождь пытается убить Темнохвоста, но погибает сам. Это меняет отношения Иглохвостой с Семьёй. Она уходит в себя и лишь играет роль преданной кошки. Темнохвост приводит в лагерь трёх домашних кисок, берёт с них клятву верности Семье, а затем не даёт им уйти домой. Несколько котов племени Теней покидают Семью, но не все из них добираются до Грозового племени. Темнохвост нападает на Речное племя и побеждает его. Остатки Речного племени находят приют в Грозовом, но Темнохвост берёт в плен их раненых и морит их голодом. Он также называет Иглохвостую предательницей за то, что она разрешила Ольхогриву и Мотылинке забрать из Речного лагеря целебные травы. Иглохвостая тоже становится пленницей.
Ветвелапку во время её скитаний сбивает чудище на Гремящей Тропе, и Двуногие подбирают её и вылечивают. Грозовой патруль, нашедший на Гремящей Тропе клоки её шерсти и кровь, считает ученицу погибшей. Поправившись, Ветвелапка убегает от Двуногих и, не зная, где она, бродит по окрестностям, пока Звёздный кот не указывает ей направление. Послушав его совет, ученица находит Небесное племя и воссоединяется со своим отцом, Орлокрылым. Ей удаётся найти путь домой и привести Небесное племя к Озеру.
У Озера тем временем племена находят себе сообщника в лагере Темнохвоста — это Фиалка. Фиалка помогает старейшинам племени Теней и Снежинке с котятами сбежать в Грозовое племя. Потом она пытается с помощью маковых семян в еде усыпить Темнохвоста и его свиту, чтобы спасти пленников, но её раскрывают. Темнохвост и его приближённые ведут Фиалку и Иглохвостую к берегу озера и там сначала чуть не топят Иглохвостую, а потом велят ей убить Фиалку в знак преданности Семье. Иглохвостая нападает на своих обидчиков и даёт Фиалке время убежать, а сама погибает. В это время объединённые силы Речного, Грозового и остатков племени Теней нападают на бродяг и побеждают их, отвоёвывая у них Речную территорию. Темнохвост уводит своих котов на территорию племени Теней. Фиалка вскоре приходит в Грозовой лагерь, где находится Небесное племя, и встречается с сестрой и отцом.
По совету звёздных предков гонцы племён идут к Однозвёзду, отстранившемуся от чужих проблем. Они хотят уговорить его присоединиться к ним, но попадают в самый разгар битвы: Темнохвост напал на племя Ветра. Помощь приходит как нельзя кстати, и бродяги отступают, но Темнохвост намекает, что их с Однозвёздом что-то связывает. После ухода бродяг Однозвёзд перед всеми признаётся, что Темнохвост — его сын от домашней киски, которая разочаровалась в своём друге и воспитала в сыне ненависть к племенам. Однозвёзд признаёт свои ошибки и вступает в союз против Темнохвоста.
Племена разрабатывают план, по которому каждое племя применит свою боевую тактику. Воители обрушиваются на бродяг в лагере племени Теней и гонятся за ними до берега озера, а там окружают. Темнохвост сцепляется с Однозвёздом, и клубок из двух котов катится в Озеро. Не переставая сражаться, они исчезают под водой и больше не появляются. Остальные бродяги убегают, победа остаётся за племенами.

## Издание
В США и Великобритании книга вышла 11 апреля 2017 года. Книга вышла также на немецком 7 февраля 2018 года, на китайском 1 марта 2018 года, на норвежском 5 марта 2018 и на финском 15 октября 2021 года.

## Критика и признание
Книга поднялась на пятое место в списке «New York Times Children’s Series Bestseller» в апреле 2017 года и на четвёртое в 2018 году того же месяца. Имеет рейтинг 4.9/5 на официальном магазине Amazon на основании более 500 рецензий читателей.